# Software-implementatie
Software-implementatie is het installatieproces van software op een of meerdere computer(s).

## Beschrijving
Veel gebruikers hebben niet de kennis of machtigingen om zelf software te installeren binnen een organisatie of bedrijf. Het is dan ook gebruikelijk dat een gekwalificeerde medewerker, zoals een systeembeheerder, deze taak voor de gebruiker uitvoert. In grotere organisaties wordt software onbeheerd (Engels: unattended) geïnstalleerd. Voorbeelden zijn installaties zonder tussenkomst van de gebruiker op Windows en Linux.
Softwaredistributie is een cruciaal proces omdat het ook updates van het besturingssysteem en de installatie van toepassingen zoals virusscanners, browsers en e-mailprogramma's met zich meebrengt. Fouten in de softwaredistributie kunnen leiden tot storingen op een groot aantal werkstations.

## Implementatie

### Rolverdeling
De complexiteit van grotere softwarepakketten heeft gezorgd voor meer specialistische kennis en een zekere rolverdeling bij de implementatie hiervan. Zo zal dit proces bij grotere organisaties meestal door meerdere medewerkers worden uitgevoerd.
In een testomgeving of pre-productieomgeving kan men denken aan een softwareontwikkelaar, release engineer en een uitrolcoördinator. In een productieomgeving werkt bijvoorbeeld een systeembeheerder, database administrator, uitrolcoördinator en een projectmanager.

### Uitrolsystemen
- Materna DX-Union, beheersoftware voor Windows en Linux
- Fully Automatic Installation (FAI), opensourcesoftware voor Linux-systemen
- HP OpenView, productreeks voor netwerk- en systeembeheer
- LINBO, opensourcesoftware voor Linux-systemen
- M23, opensourcesoftware voor Linux-systemen
- Novell ZENworks, beheersoftware voor desktops en servers
- OCS Inventory NG, inventarisering en beheersoftware voor Unix en Windows
- RPM Package Manager, package manager voor Linux
- System Center Configuration Manager (SCCM), inventaris en uitrolsoftware voor Windows
- Tivoli, beheersuite van IBM
- Microsoft Intune (onderdeel van Microsoft Endpoint Manager), cloudgebaseerde beheertool voor mobiele apparaten
- JRebel, uitrolsoftware voor Java-webapplicaties